# Dyer Brook (Maine)
Dyer Brook – miasto w Stanach Zjednoczonych, w stanie Maine, w hrabstwie Aroostook.